# Michele Tortora
Michele Tortora (fl. XX secolo) è stato un politico italiano, sindaco di Ferrara dal 1945 al 1946.

## Biografia

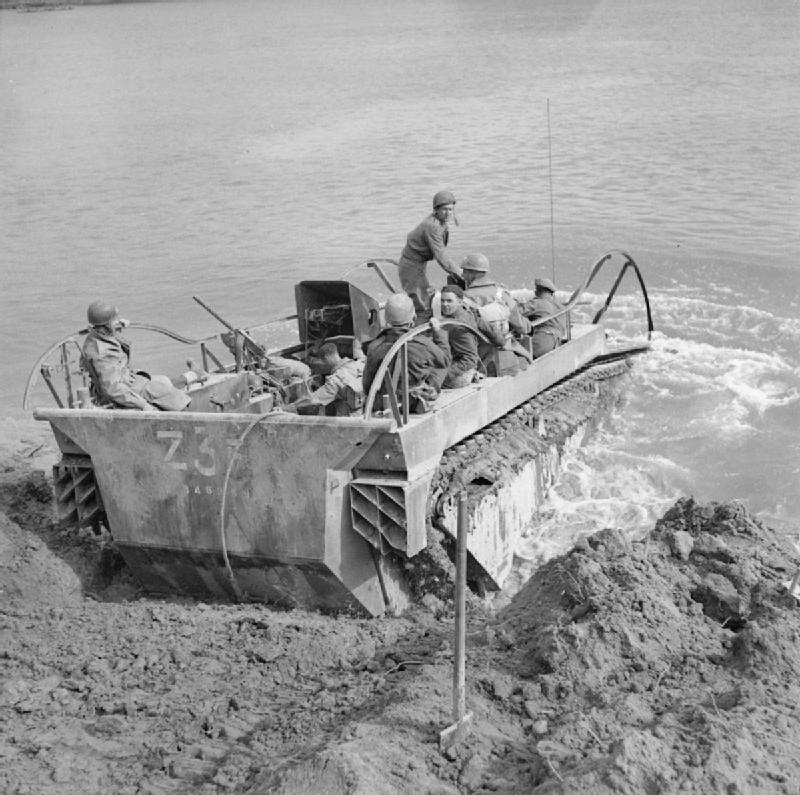
Truppe inglesi attraversano il fiume Po il 26 aprile 1945. Furono gli inglesi i primi alleati ad arrivare a Ferrara

Fu antifascista e partigiano, legato al Partito Socialista Italiano, e venne nominato dal CLN il 27 aprile 1945 primo sindaco di Ferrara dopo la Guerra di liberazione italiana per guidare il passaggio alle prime elezioni amministrative.
In un suo intervento in Consiglio Comunale, nel 1946, attaccò duramente le amministrazioni cittadine che si erano succedute nel corso del ventennio fascista. Tale attacco fu rivolto principalmente a chi aveva governato a lungo la città, cioè al podestà Renzo Ravenna. Lo stesso Ravenna, in seguito, rispose con una lettera di precisazioni, che fu il suo solo ed unico atto pubblico dopo il rientro a Ferrara dalla Svizzera, dove si era rifugiato perché oggetto di persecuzioni fasciste.